# Persone di nome Olaf
| Questa pagina contiene informazioni ricavate automaticamente dalle voci biografiche con l'ausilio del template Bio e di un bot. L'aggiornamento è periodico e automatico e ricostruisce completamente la pagina. Se manca una persona in questa lista, sei pregato di non aggiungerla, ma accertati piuttosto che la sua voce biografica contenga il template Bio e che i dati anagrafici siano correttamente compilati. Se il template Bio manca, inseriscilo tu stesso o, in alternativa, metti l'avviso {{tmp\|Bio}} che ne segnala la mancanza. Se i dati riportati sono sbagliati, correggi direttamente la voce biografica; le modifiche saranno visibili in questa lista entro pochi giorni. Per chiarimenti vedi il progetto antroponimi. La lista contiene solo le 57 persone che sono citate nell'enciclopedia e per le quali è stato implementato correttamente il template Bio. Pagina aggiornata al 6 mag 2025. |

Questa è una lista di persone presenti nell'enciclopedia che hanno il nome Olaf, suddivise per attività principale.

## Allenatori di calcio(1)
- Olaf Janßen, allenatore di calcio e ex calciatore tedesco (Krefeld, n. 1966)

## Allenatori di hockey su ghiaccio(1)
- Olaf Kölzig, allenatore di hockey su ghiaccio, ex hockeista su ghiaccio e dirigente sportivo tedesco (Johannesburg, n. 1970)

## Allenatori di pallacanestro(1)
- Olaf Lange, allenatore di pallacanestro tedesco (Berlino, n. 1972)

## Artisti(3)
- Olaf Gulbransson, artista, pittore e designer norvegese (Oslo, n. 1873 - Tegernsee, † 1958)
- Olaf Holzapfel, artista tedesco (Dresda, n. 1967)
- Olaf Jordan, artista svedese (Děčín, n. 1902 - Linköping, † 1968)

## Attori(1)
- Olaf Lubaszenko, attore, regista e doppiatore polacco (Breslavia, n. 1968)

## Baritoni(1)
- Olaf Bär, baritono tedesco (Dresda, n. 1957)

## Biochimici(1)
- Olaf Sporns, biochimico tedesco (Kiel, n. 1963)

## Bobbisti(1)
- Olaf Hampel, bobbista tedesco (Bielefeld, n. 1965)

## Calciatori(10)
- Olaf Førli, calciatore norvegese (n. 1920 - † 2011)
- Olaf Hegnander, calciatore norvegese (n. 1897 - † 1958)
- Olaf Heredia, ex calciatore messicano (Apatzingán, n. 1957)
- Olaf Iversen, calciatore norvegese (n. 1894 - † 1921)
- Olaf Lindenbergh, ex calciatore olandese (Purmerend, n. 1974)
- Olaf Marschall, ex calciatore tedesco (Torgau, n. 1966)
- Olaf Nowak, calciatore polacco (Cracovia, n. 1998)
- Olaf Ruud, calciatore norvegese (n. 1892 - † 1967)
- Olaf Schmäler, ex calciatore tedesco (Lüneburg, n. 1969)
- Olaf Thon, ex calciatore e allenatore di calcio tedesco (Gelsenkirchen, n. 1966)

## Canoisti(2)
- Olaf Heukrodt, ex canoista tedesco (Magdeburgo, n. 1962)
- Olaf Winter, ex canoista tedesco (Neustrelitz, n. 1973)

## Canottieri(3)
- Olaf Förster, ex canottiere tedesco (Karl-Marx-Stadt, n. 1962)
- Olaf Roggensack, canottiere tedesco (Berlino, n. 1997)
- Olaf Tufte, canottiere norvegese (Tønsberg, n. 1976)

## Cestisti(1)
- Olaf Schaftenaar, cestista olandese (Utrecht, n. 1993)

## Ciclisti su strada(2)
- Olaf Ludwig, ex ciclista su strada, pistard e dirigente sportivo tedesco (Gera, n. 1960)
- Olaf Pollack, ex ciclista su strada, pistard e dirigente sportivo tedesco (Räckelwitz, n. 1973)

## Condottieri(1)
- Olof lo Sfacciato, condottiero norreno (Svealand - Danimarca)

## Fisici(1)
- Olaf Dreyer, fisico tedesco (Amburgo, n. 1969)

## Ginnasti(3)
- Olaf Ingebrigtsen, ginnasta norvegese (Oslo, n. 1892 - Bærum, † 1971)
- Olaf Kjems, ginnasta danese (Odder, n. 1880 - Vester Vedsted, † 1952)
- Olaf Syvertsen, ginnasta norvegese (Oslo, n. 1884 - Oslo, † 1964)

## Giornalisti(1)
- Olaf Koens, giornalista olandese (Châtillon-sur-Seine, n. 1985)

## Mercanti(1)
- Olaf Hoskuldsson, mercante e politico islandese

## Mezzofondisti(1)
- Olaf Beyer, ex mezzofondista tedesco (n. 1957)

## Militari(2)
- Olaf Rye, militare norvegese (Bø, n. 1791 - Fredericia, † 1849)
- Olaf Richard von Wulff, militare austriaco (Budapest, n. 1877 - Costa Rica, † 1955)

## Nuotatori(1)
- Olaf Wildeboer, ex nuotatore spagnolo (Sabadell, n. 1983)

## Pattinatori di velocità su ghiaccio(1)
- Olaf Zinke, ex pattinatore di velocità su ghiaccio tedesco (Bad Muskau, n. 1966)

## Pianisti(1)
- Olaf John Laneri, pianista italiano (Catania, n. 1971)

## Pittori(1)
- Olaf Aakrann, pittore norvegese (Elverum, n. 1856 - Kongsvinger, † 1904)

## Poeti(1)
- Olaf Bull, poeta e giornalista norvegese (Kristiania, n. 1883 - Oslo, † 1933)

## Politici(1)
- Olaf Scholz, politico tedesco (Osnabrück, n. 1958)

## Saltatori con gli sci(1)
- Olaf Schmidt, ex saltatore con gli sci tedesco orientale

## Santi(1)
- Olaf II di Norvegia, santo norvegese (Ringerike, n. 995 - Stiklestad, † 1030)

## Scacchisti(1)
- Olaf Barda, scacchista norvegese (Kristiania, n. 1909 - Oslo, † 1971)

## Sciatori nordici(1)
- Olaf Hoffsbakken, sciatore nordico norvegese (Gjøvik, n. 1908 - Gjøvik, † 1986)

## Sovrani(5)
- Olaf il Bianco, re norrena
- Olaf I di Norvegia, re (Lalandsholmen - pressi di Rügen, † 1000)
- Olaf I di Danimarca, re danese (n. 1050 - † 1095)
- Olaf IV di Norvegia, re (Oslo, n. 1370 - Falsterbo, † 1387)
- Olaf III di Norvegia, re norvegese (Norvegia - Ranrike, † 1093)

## Storici(1)
- Olaf Kistenmacher, storico tedesco (Amburgo, n. 1970)

## Tiratori a segno(1)
- Olaf Frydenlund, tiratore a segno norvegese (Tune, n. 1862 - Aremark, † 1947)

## Velocisti(1)
- Olaf Prenzler, ex velocista tedesco (Kästdorf, n. 1958)

## Vescovi cattolici(1)
- Olaf Offerdahl, vescovo cattolico norvegese (Årdal, n. 1857 - Bussum, † 1930)